# I Dare You (Shinedown)
I Dare You è un singolo del gruppo musicale statunitense Shinedown, pubblicato nel 2006 ed estratto dall'album Us and Them.
È stata la seconda theme ufficiale di Wrestlemania 22.

## Tracce
- Download digitale

1. I Dare You – 3:53